# زمان سگ دیوانه
زمان سگ دیوانه (به انگلیسی: Mad Dog Time) یا ماشه شاد (به انگلیسی: Trigger Happy) فیلمی محصول سال ۱۹۹۶ و به کارگردانی لری بیشاپ است. در این فیلم بازیگرانی همچون الن بارکین، گابریل بیرن، ریچارد درایفس، جف گلدبلوم، داین لین، گرگوری هاینز، کایل مک‌لاکلن، برت رینولدز، لری بیشاپ، هنری سیلوا، مایکل جی. پولارد، کریستوفر جونز، بیلی آیدل، انجی اورهارت، بیلی دراگو، پل آنکا، راب راینر، جوئی بیشاپ و ریچارد پرایر ایفای نقش کرده‌اند.